# Bailando (Paradisio)
Bailando è un singolo del gruppo musicale belga Paradisio, pubblicato il 1º maggio 1996 come primo estratto dal primo album in studio Paradisio.

## Descrizione
La canzone, scritta da Luc Rigaux, Patrick Samoy e Marisa García Asensio, ha ottenuto un grande successo in tutta l'Europa durante l'estate del 1997.
Il brano è stato ripreso nel 1998 dalla cantante Loona, che ne ha realizzato una cover di successo nell'estate di quell'anno.
Esistono due video: nel primo la musicista esce con due amiche, mentre nel secondo video il genere degli amici è invertito: la protagonista esce con due ragazzi. In Italia è stata mandata in onda, in tv, principalmente la prima versione del video rispetto alla seconda.
Inoltre, sempre in Italia, ne esiste una versione parodia cantata da Leone Di Lernia, intitolata Magnando.

## Tracce
CD, Maxi Single (PA-283, PA-283, PA-283)
1. Bailando (Radio Version) – 3:48
2. Bailando (2 Fabiola Remix) – 5:05
3. Bailando (Discoteca Remix) – 6:50
4. Bailando (Extended Radio Version) – 6:48
5. Bailando (Ritmo El Mas Locomix) – 6:48
6. Bailando (Original Discoteca Drums) – 6:49

## Classifiche

### Classifiche settimanali
| Classifica (1996-97) | Posizione massima |
| -------------------- | ----------------- |
| Belgio (Fiandre)     | 2                 |
| Belgio (Vallonia)    | 8                 |
| Finlandia            | 1                 |
| Francia              | 4                 |
| Italia               | 3                 |
| Norvegia             | 1                 |
| Paesi Bassi          | 25                |
| Svezia               | 1                 |

### Classifiche di fine anno
| Classifica (1996) | Posizione |
| ----------------- | --------- |
| Belgio (Fiandre)  | 6         |
| Belgio (Vallonia) | 20        |
| Francia           | 68        |
| Classifica (1997) | Posizione |
| Francia           | 26        |
| Svezia            | 4         |